# Rima San Giuseppe
Rima San Giuseppe település Olaszországban, Vercelli megyében. Lakosainak száma 58 fő (2018. január 1.). Rima San Giuseppe Alagna Valsesia, Boccioleto, Carcoforo, Macugnaga, Mollia, Riva Valdobbia és Rimasco községekkel határos.

## Népesség
A település népességének változása:

| 2017 | 56 |
| 2018 | 58 |